# 사쿠라카이도역
사쿠라카이도역(일본어: 桜街道駅, さくらかいどうえき 사쿠라카이도오에키[*])은 일본 도쿄도 히가시야마토시에 있는 다마 도시 모노레일 다마 도시 모노레일 선의 역이다.

## 역 구조
상대식 승강장 2면 2선의 고가역이다.

### 승강장
| 1 | 다마 도시 모노레일 선 | 가미키타다이 방면                                          |
| 2 | 다마 도시 모노레일 선 | 다마가와조스이・다치카와키타・다카하타후도・다마 센터 방면 |

## 역 주변
- 모리나가 유업 도쿄 다마 공장·야마토 공장
- NEC카시오 모바일 커뮤니케이션 히가시야마토 사업장(구, 카시오 계산기 도쿄 공장)
- 이모쿠보 가도
- 오미나미 공원
- 도립 히가시야마토미나미 공원
- 사쿠라 가도
- 이토 요카도 히가시야마토점
- 야오코 히가시야마토점
- 도영 무라야마 단지(서쪽으로 약 1km정도)

## 역사
- 1998년 11월 27일: 영업 개시.

## 인접역
| 다마 도시 모노레일 다마 도시 모노레일 선 | 다마 도시 모노레일 다마 도시 모노레일 선 | 다마 도시 모노레일 다마 도시 모노레일 선 |
| ---------------------------------------- | ---------------------------------------- | ---------------------------------------- |
| 가미키타다이 가미키타다이 방면           |                                          | 다마가와조스이 다마 센터 방면            |